# 西溪坪街道
西溪坪街道，是中华人民共和国湖南省张家界市永定区下辖的一个乡镇级行政单位。

## 行政区划
西溪坪街道下辖以下地区：
胡家岗社区、覃家岗社区、西溪坪社区、渡口社区、打鼓台社区、彭家巷社区、胡家河社区、杨家溪村、咸水坪村、么公坡村、郭家台村、一碗水村、灰窑岗村、桐木岗村、宋家湾村、禾家村、沅当峪村、田家坊村、鲁家坪村、杨家垭村、楠木山村、双山村、关门岩村、两岔溪村、庄家峪村和汪家山村。